# Schloss Schengen

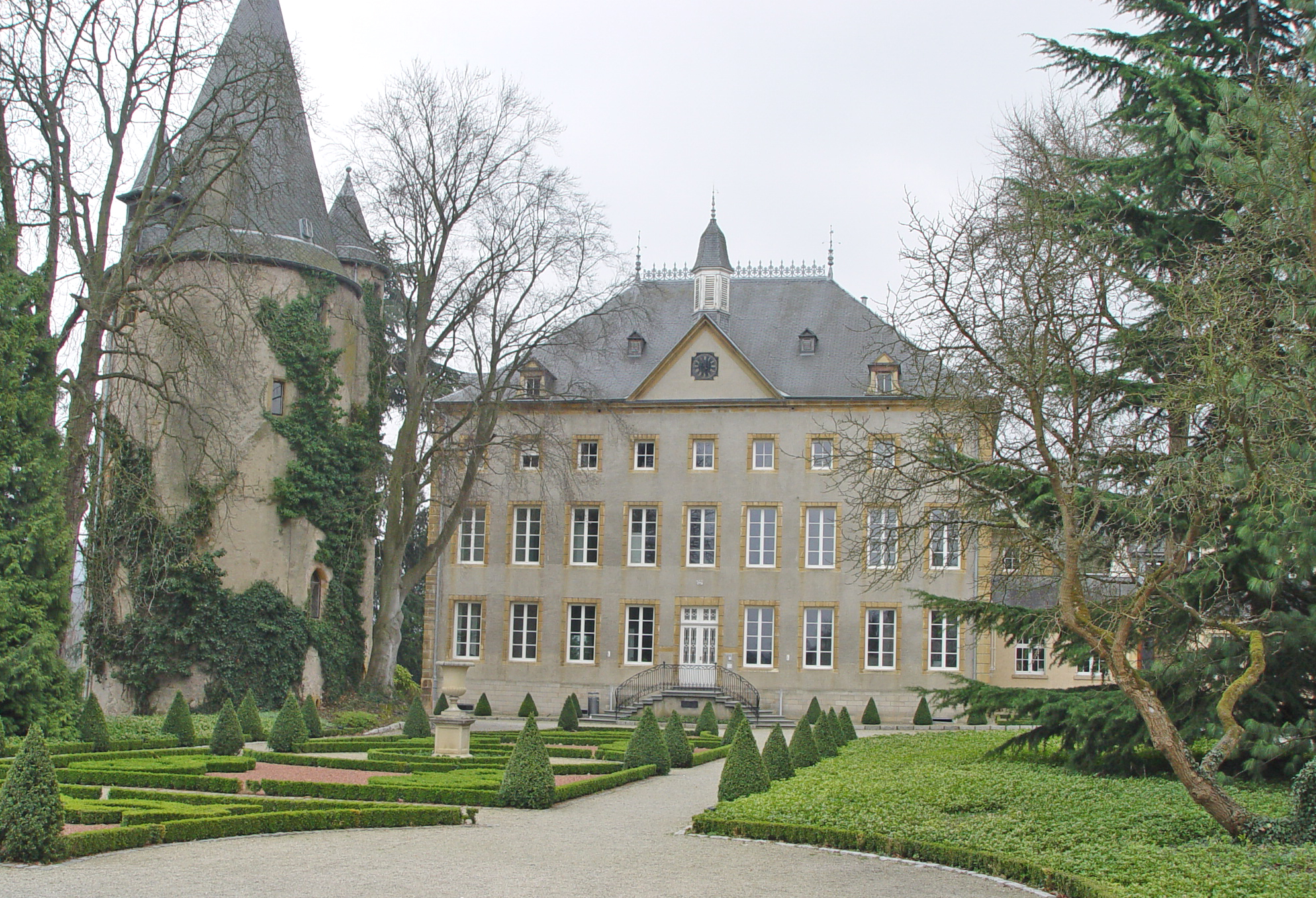
Das Herrenhaus mit den Rundtürmen

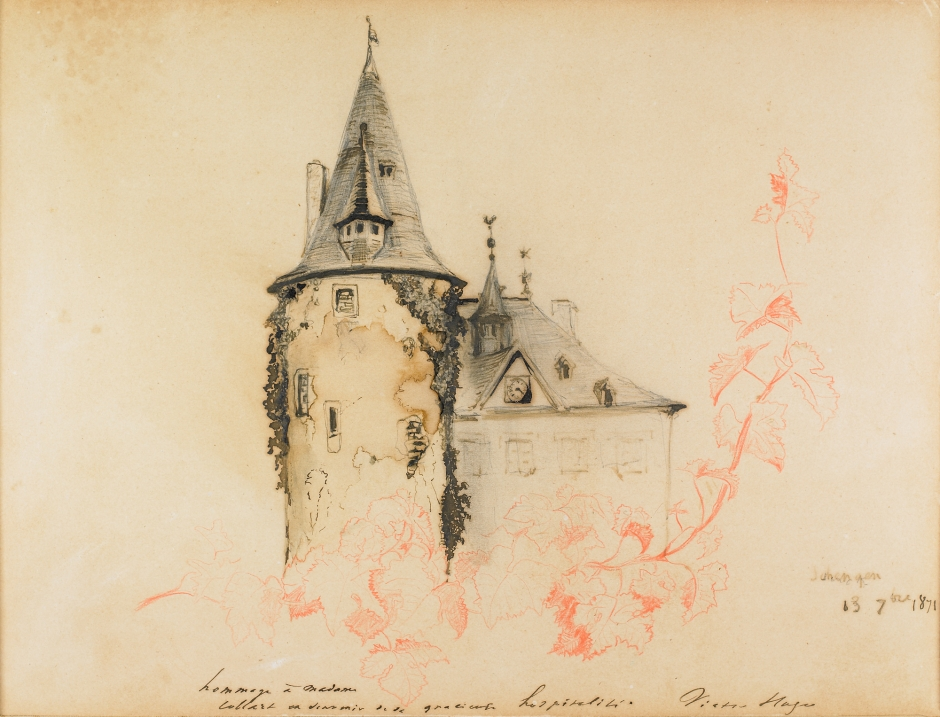
Zeichnung von Victor Hugo

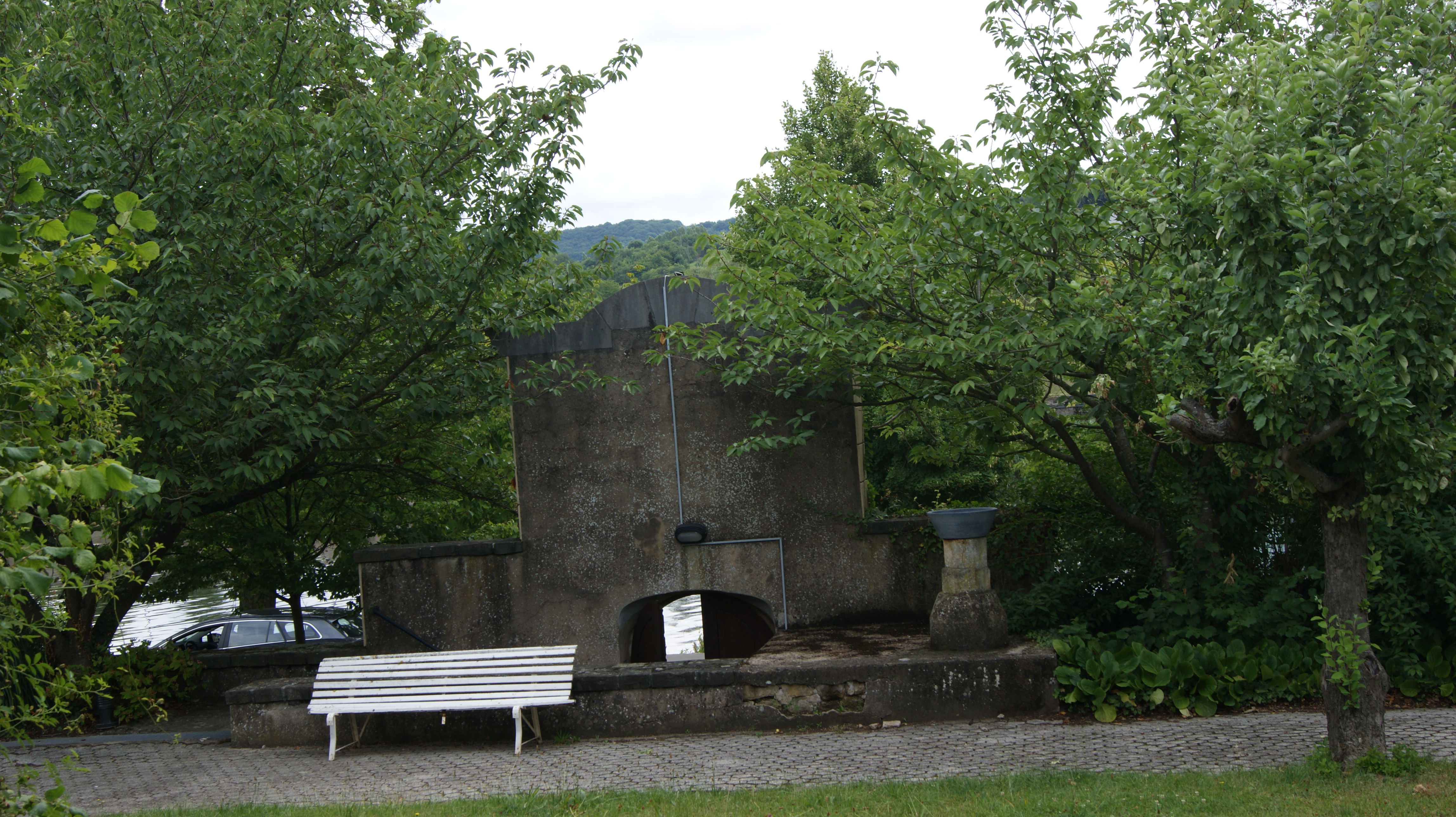
Der Ausgang zur Mosel

Das Schloss Schengen geht auf eine Wasserburg aus dem 13. Jahrhundert zurück und liegt im luxemburgischen Ort Schengen. Von der ursprünglichen Wasserburg ist aber nur noch einer der vormals vier massiven Rundtürme erhalten. 1968 wurde der alte Rundturm und am 26. Oktober 2018 das ganze Schloss in die „Lëscht vun de klasséierte Monumenter“ aufgenommen.

## Geschichte
Das Schengener Schloss wurde das erste Mal am 5. Mai 1350 schriftlich erwähnt. Nach vielen Besitzerwechseln erwarb es 1793 der Industrielle Jean-Nicolas Collart. Er ließ den größten Teil abreißen und errichtete im Jahre 1812 – weitgehend mit den vorhandenen Baumaterialien – das heutige Gebäude, welches am ehesten als Herrenhaus bezeichnet werden kann.
Die Symmetrie und Aufteilung der drei Fensterreihen mit je neun Fenstern und der Mezzaninfenster geben dem Gebäude einen schlossartigen / herrschaftlichen Ausdruck. Die Initialen JNC an der Fassade sind aus dem Namen Jean-Nicolas Collart abgeleitet.
Victor Hugo hat den alten Turm während seines Aufenthalts am 13. September 1871 gezeichnet. Der Ausgang zum Moselufer wird erstmals 1451 erwähnt. Dieser Ausgang zeigt eine Statue des hl. Nikolaus, dem Patron der Fischer und Schiffer, und die Wappen des Schlosses.
1939 wurde das Schloss von der Kongregation Sœurs de Sainte Élisabeth übernommen, die es als Ferienzentrum und Tagungsstätte sowie Erholungs- und Altersheim nutzte. In den Jahren 2010 bis 2014 war das Schloss an die luxemburgische Hotelkette Goeres vermietet, die dort ein Hotel betrieb. Seitdem standen die Gebäude leer und sollten verkauft werden. Ein Luxemburger Unternehmen kaufte 2016 für elf Millionen Euro das Schloss mit seinen 5.000 Quadratmetern Wohnfläche und dem 1,3 Hektar großen Grundstück.
Der Barockgarten des Schlosses ist Teil des Projektes Gärten ohne Grenzen.